# Уразаево (Агрызский район)
Ураза́ево (тат. Уразай) — деревня Агрызского района Республики Татарстан. Входит в состав Салаушского сельского поселения.

## Этимология
Название произошло от антропонима «Уразай».

## Географическое положение
Деревня расположена в Восточном Предкамье, на речке Азевка в 5 км по автодорогам к северо-востоку от центра поселения, села Салауши. Расстояние до города Агрыз составляет по автодорогам 78 км на север.
Деревня Уразаево, как и весь Татарстан, находится в часовой зоне МСК (московское время). Смещение применяемого времени относительно UTC составляет +3:00.

## История
В «Списке населённых мест Российской империи», изданном в 1876 году, населённый пункт упомянут как казённая деревня Салауши малая (Уразаево) 2-го стана Елабужского уезда Вятской губернии, при речке Салаушке, расположенная в 63 верстах от уездного города Елабуга. В деревне насчитывался 31 двор и проживало 218 человек (112 мужчин и 106 женщин).
В 1887 году в деревне Малый Салауш Салаушского сельского общества Салаушской волости проживало 337 тептярей в 60 дворах и 33 башкира в 6 дворах, всего 370 жителей (201 мужчина и 169 женщин). Земельный надел деревни составлял 1561,28 десятин земли. У жителей имелось 104 лошади, 86 коров и 188 единиц мелкого скота (овец, свиней и коз); 82 человека занимались местными промыслами (в том числе 51 торговец), 4 — отхожими промыслами (торговцы в Мензелинском уезде). Было 5 грамотных и 1 учащийся. В 1905 году в деревне Уразаево проживало 488 человек (218 мужчин, 270 женщин) в 89 дворах.
В 1948 году деревня входила в состав Салаушского сельсовета.

## Население
По переписи 2010 года в деревне проживал 201 человек (94 мужчины, 107 женщин).
| 1802 | 1859 | 1887 | 1905 | 1920 | 1926 | 1938 | 1949 | 1958 | 1970 | 1989 | 2002 | 2010 | 2015 |
| ---- | ---- | ---- | ---- | ---- | ---- | ---- | ---- | ---- | ---- | ---- | ---- | ---- | ---- |
| 36   | 228  | 370  | 488  | 776  | 662  | 698  | 527  | 460  | 431  | 299  | 250  | 201  | 215  |

Национальный состав
Согласно результатам переписи 2002 года, в национальной структуре населения татары составили 98 %.

## Инфраструктура
Имеются начальная школа, сельский клуб, фельдшерский пункт, 2 магазина, 2 кладбища.
В деревне две улицы — Ленина и Советская.

## Религиозные объекты
В деревне действует мечеть.

### Комментарии
1. ↑  душ мужского пола